# Marco Girolamo Vida
Marco Girolamo Vida ou Marcus Hieronymus Vida (Cremona, c.1485 – 27 de setembro de 1566) foi um poeta, humanista e bispo italiano. Vida participou da corte do Papa Leão X e recebeu o priorado de Frascati e posteriormente se tornou o bispo de Alba, em 1532.
Vida escreveu uma quantidade considerável de poemas em latim, ambos seculares e sacros, em estilo clássico, particularmente no estilo de Virgílio. Entre seus trabalhos mais conhecidos estão os livros De arte poetica (A Arte da Poesia), parcialmente inspirado por Horácio, e Scacchia Ludus (O Jogo de Xadrez), traduzido em muitas linguas ao longo dos séculos, ambos os poemas publicados em 1527. Seu principal trabalho foi o poema épico em latim Christiados libri sex.

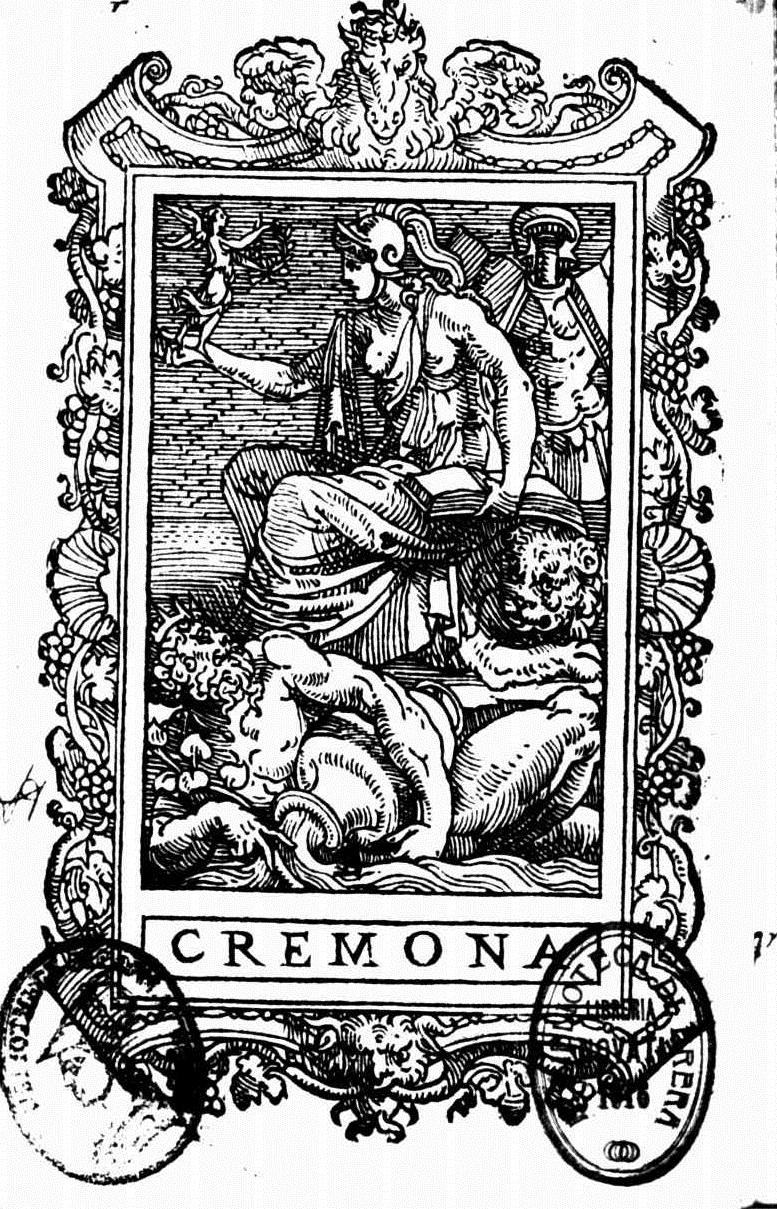
Cremonensium orationes III, frontispiece, 1550